# Phaleria chermsideana
Phaleria chermsideana är en tibastväxtart som först beskrevs av Jacob Whitman Bailey, och fick sitt nu gällande namn av C. White. Phaleria chermsideana ingår i släktet Phaleria och familjen tibastväxter. Inga underarter finns listade i Catalogue of Life.